# Laomedea amphora
Laomedea amphora is een hydroïdpoliep uit de familie Campanulariidae. De poliep komt uit het geslacht Laomedea. Laomedea amphora werd in 1862 voor het eerst wetenschappelijk beschreven door L. Agassiz. 